# تعددية الأشكال (علم الحاسوب)

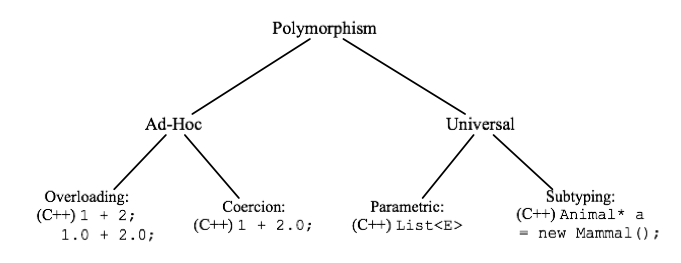
أنواع تعدد الأشكال

تعددية الأشكال (بالإنجليزية: Polymorphism) في لغات البرمجة ونظرية النمط، تعتبر تعددية الأشكال طريقة للتعامل مع الأنواع المختلفة. ويمكننا القول أنه شكل واحد رئيسي وينبثق منه أشكال فرعية يسهل التعامل معها.
وهناك أنواع شائعة من تعددية الأشكال، أبرزها:
- تعددية الأشكال المخصصة (بالإنجليزية: Ad hoc): وذلك بتعريف واجهة بينية مشتركة لمجموعة مجهولة العدد (اعتباطية) من الأنواع المحددة المنفردة.
- تعددية الأشكال المعلمي أو الوسيطي (بالإنجليزية: parametric): عندما يكون لدينا واحد أو أكثر من الأنواع غير المحددة بالاسم بل عن طريق رمز مجرد يمكن أن يمثل أي نوع.
- تعددية الأشكال الفرعية (و تدعى أيضا تعددية الأشكال الفرعية أو تعددية الأشكال الضمنية) (بالإنجليزية: Subtyping): عندما يشير الاسم إلى أمثال من عدة أصناف مختلفة مرتبطة ببعض الأصناف الأصل (بالإنجليزية: superclass) المشتركة.[4]

## التاريخ
بدء الاهتمام والتطوير في تعددية الأشكال في بداية الستينيات (1960م) وبدء التنفيذ العملي في نهاية العقد.
صنف كريستوفر ستراشي في مفاهيم أساسية في لغات البرمجة أن تعددية الأشكال الحدودية أو البرمجة العامة و تعددية الأشكال المخصصة الفئتين الرئيسيتين لتعددية الأشكال.
و عُرفت تعددية الأشكال الحدودية أو البرمجة العامة كميزة في لغة البرمجة "الجول 68", ، بينما عُرفت تعددية الأشكال الموروثة كميزة أساسية في لغة البرمجة «إم إل».
وفي عام 1985م قدم بيتر فيجنر ولوكا كارديلي ورقة بحثية توضح أن لغة البرمجة «سيمولا» كأول لغة تنفذ تعددية الأشكال الموروثة.

## الأنواع

### تعددية الأشكال المخصصة
عرّف كريستوفر ستراشي هذا النوع من تعددية الأشكال أنه يمكن تطبيقه بناءً على المعطيات باختلاف الأنواع.
ملحوظة: يعرف هذا النوع أيضا باسم قابلية إعادة استخدام الوظيفة أو قابلية إعادة استخدام المشغل\الرمز.
وهذا المثال بالأسف بلغة باسكال بإتسخدام مفهوم الديلفى الدالة التي تسمى Add يمكن استخدامها لأكثر من نوع:
```
program
 
Adhoc
;

function
 
Add
(
x
,
 
y
 
:
 
Integer
)
 
:
 
Integer
;

begin

    
Add
 
:=
 
x
 
+
 
y

end
;

function
 
Add
(
s
,
 
t
 
:
 
String
)
 
:
 
String
;

begin

    
Add
 
:=
 
Concat
(
s
,
 
t
)

end
;

begin

    
Writeln
(
Add
(
1
,
 
2
))
;
                   
(* Prints "3"             *)

    
Writeln
(
Add
(
'Hello, '
,
 
'World!'
))
;
    
(* Prints "Hello, World!" *)

end
.

```

وكما وضحنا أن الدالة Add يتم استدعاؤها بناءً على المعطيات\المدخلات.

### تعددية الأشكال الحدودية أو البرمجة العامة
مفهوم تعددية الأشكال الحدودية ينطبق على كل من أنواع البيانات والدَّوال، وهذا المفهوم يساعدنا على كتابتهم بطريقة عامة بحيث يمكننا التعامل مع القيم والمحتوى بدون الاعتماد أو الالتفات لنوعيتهم.
والمثال التالي بلغة «هاسكال» يوضح كيفية استخدام هذا النوع من تعددية الأشكال، بحيث يمكننا استخدام أكثر من نوع كمدخل للصنف:
```
data
 
List
 
a
 
=
 
Nil
 
|
 
Cons
 
a
 
(
List
 
a
)

length
 
::
 
List
 
a
 
->
 
Integer

length
 
Nil
         
=
 
0

length
 
(
Cons
 
x
 
xs
)
 
=
 
1
 
+
 
length
 
xs

map
 
::
 
(
a
 
->
 
b
)
 
->
 
List
 
a
 
->
 
List
 
b

map
 
f
 
Nil
         
=
 
Nil

map
 
f
 
(
Cons
 
x
 
xs
)
 
=
 
Cons
 
(
f
 
x
)
 
(
map
 
f
 
xs
)

```

وهذا النوع من تعددية الأشكال متوفر أيضا في لغات مختلفة مثل «جافا، سي شارب، سي بلس بلس» وهاكم مثال على «سي شارب»:
```
class
 
List
<
T
>
 
{

    
class
 
Node
<
T
>
 
{

        
T
 
elem
;

        
Node
<
T
>
 
n
<
div
 
dir
=
"ltr"
></
div
>
ext
;

    
}

    
Node
<
T
>
 
head
;

    
int
 
length
()
 
{...
 
}

}

List
<
B
>
 
map
(
Func
<
A
,
 
B
>
 
f
,
 
List
<
A
>
 
xs
)
 
{

  
...

}

```

### تعددية الأشكال الموروثة
استخدامُ هذا النوع يساعدنا لتوريث صفات ودوال من أنواع وأصناف رئيسية لأنواع وأصناف فرعية.
ففي المثال التالي، قمنا بتعريف نوع رئيسي وهو «حيوان»، لذا فإن أي حيوان فرعي يرث صفات ووظائف هذا الحيوان الرئيسي باختلاف الطريقة والتنفيذ بالطبع، وهاكم مثال باستخدام لغة «جافا»:
```
abstract
 
class
 
Animal
 
{

    
abstract
 
String
 
talk
();

}

class
 
Cat
 
extends
 
Animal
 
{

    
String
 
talk
()
 
{

        
return
 
"Meow!"
;

    
}

}

class
 
Dog
 
extends
 
Animal
 
{

    
String
 
talk
()
 
{

        
return
 
"Woof!"
;

    
}

}

static
 
void
 
letsHear
(
final
 
Animal
 
a
)
 
{

    
println
(
a
.
talk
());

}

static
 
void
 
main
(
String
[]
 
args
)
 
{

    
letsHear
(
new
 
Cat
());

    
letsHear
(
new
 
Dog
());

}

```

وفي مثال آخر، هب أن هناك نوع رئيسي يُسمى «رقم» بمكن إدراج أنواع فرعية منه باسم «رقم صحيح»، «رقم عشري» إلى آخره من أنواع الأرقام.